# Swiss Indoors 2017
Swiss Indoors 2017 là giải đấu quần vợt nam chơi trên mặt sân cứng trong nhà. Nó là mùa giải thứ 48 của giải đấu, và là 1 phần của ATP 500 của ATP World Tour 2017. Nó được tổ chức tại St. Jakobshalle ở Basel, Thụy Sĩ, từ ngày 23 tháng 10 đến ngày 29 tháng 10 năm 2017. Giải đấu này là giải đấu chuyên nghiệp quần vợt cuối cùng của tay vợt người Thụy Sĩ Marco Chiudinelli, người nhận vẽ đặc cách cả đơn lẫn đôi.

## Điểm và tiền thưởng

### Phân phối điểm
| Sự kiện | VĐ  | CK  | BK  | TK | 1/16 | 1/32 | Q  | Q2 | Q1 |
| Đơn     | 500 | 300 | 180 | 90 | 45   | 0    | 20 | 10 | 0  |
| Đôi     | 500 | 300 | 180 | 90 | 0    | —    | —  | —  | —  |

### Tiền thưởng
| Nội dung | VĐ       | CK       | Bk      | TK      | 1/16    | 1/32    | Q2     | Q1     |
| Đơn      | €395,850 | €194,070 | €97,650 | €49,665 | €25,790 | €13,600 | €3,010 | €1,535 |
| Đôi      | €119,190 | €58,350  | €29,270 | €15,020 | €7,770  | —       | —      | —      |

## Nội dung Đơn

### Hạt giống
| Quốc gia | Tay vợt               | Xếp hangk1 | Hạt giống |
| -------- | --------------------- | ---------- | --------- |
| SUI      | Roger Federer         | 2          | 1         |
| CRO      | Marin Čilić           | 4          | 2         |
| BEL      | David Goffin          | 10         | 3         |
| ARG      | Juan Martín del Potro | 19         | 4         |
| Hoa Kỳ   | Jack Sock             | 21         | 5         |
| ESP      | Roberto Bautista Agut | 22         | 6         |
| FRA      | Adrian Mannarino      | 29         | 7         |
| GER      | Mischa Zverev         | 30         | 8         |

- Bảng xếp hạng cập nhật vào ngày 16 tháng 10 năm 2017

### Vận động viên khác
Đặc cách:
- Marco Chiudinelli
- Henri Laaksonen
- Frances Tiafoe

Vé bảo vệ thứ hạng:
- Ruben Bemelmans

Vượt qua vòng loại:
- Julien Benneteau
- Márton Fucsovics
- Peter Gojowczyk
- Mikhail Kukushkin

Thua cuộc may mắn:
- Florian Mayer
- Vasek Pospisil

### Rút lui
Trước giải đấu
- Aljaž Bedene →replaced by  Vasek Pospisil
- Nick Kyrgios →replaced by  Borna Ćorić
- Gilles Müller →replaced by  João Sousa
- Rafael Nadal →replaced by  Donald Young
- Fernando Verdasco →replaced by  Florian Mayer

### Bỏ cuộc
- Florian Mayer
- Leonardo Mayer

## Nội dung Đôi

### Hạt giống
| Quốc gia | Tay vợt              | Quốc gia | Tay vợt           | Xếp hạng1 | Hạt giống |
| -------- | -------------------- | -------- | ----------------- | --------- | --------- |
| FIN      | Henri Kontinen       | AUS      | John Peers        | 3         | 1         |
| CRO      | Ivan Dodig           | ESP      | Marcel Granollers | 30        | 2         |
| RSA      | Raven Klaasen        | Hoa Kỳ   | Rajeev Ram        | 33        | 3         |
| COL      | Juan Sebastián Cabal | COL      | Robert Farah      | 50        | 4         |

- Bảng xếp hạng cập nhật vào ngày 16 tháng 10 năm 2017

### Vận động viên khác
Đặc cách:
- Marco Chiudinelli /  Luca Margaroli
- Marc-Andrea Hüsler /  Nenad Zimonjić

Vượt qua vòng loại:
- Marcus Daniell /  Dominic Inglot

## Nhà vô địch

### Đơn
- Roger Federer đánh bại  Juan Martín del Potro, 6–7(5–7), 6–4, 6–3

### Đôi
- Ivan Dodig /  Marcel Granollers đánh bại  Fabrice Martin /  Édouard Roger-Vasselin, 7–5, 7–6(8–6)